# Shelley Anna
Shelley Lynn Anna es una ingeniera química estadounidense e investigadora experimental en dinámica de fluidos especializada en estudio de las gotas, el flujo multifásico y los efectos de los tensoactivos en microfluidos, la reología de los flujos extensionales e interfaciales y el transporte a microescala. Es profesora de ingeniería química y decana asociada de asuntos docentes y de posgrado e iniciativas estratégicas en la Facultad de Ingeniería de la Universidad Carnegie Mellon.

## Biografía
Se especializó en física en la Universidad Carnegie Mellon y se graduó en 1995. Asistió a la Universidad de Harvard para realizar estudios de posgrado en ciencias de la ingeniería, obtuvo allí una maestría en 1996 y completó su doctorado en 2000.
Después de un año en la industria trabajando para Solutia y una investigación postdoctoral en la Universidad de Harvard, regresó a la Universidad Carnegie Mellon como profesora asistente de ingeniería mecánica en 2003. Se trasladó al departamento de ingeniería química en 2008 y fue ascendida a profesora asociada en 2009 y profesora titular en 2013.
También toca el violonchelo y ha utilizado las demostraciones de violonchelo como ejemplo en su trabajo como profesora de ingeniería.

## Reconocimiento
Fue nombrada miembro de la Sociedad Estadounidense de Física (APS) en 2014, después de una nominación de la División de Dinámica de Fluidos de la APS, "por sus contribuciones en reología extensional y microfluidos de gotas y, en particular, por dilucidar y manipular el efecto de los tensioactivos en la transmisión de puntas de microfluidos".